# Pokřikov
Pokřikov är en ort i Tjeckien.   Den ligger i regionen Pardubice, i den centrala delen av landet, 120 km öster om huvudstaden Prag. Pokřikov ligger 494 meter över havet och antalet invånare är 277.
Terrängen runt Pokřikov är platt åt nordväst, men åt sydost är den kuperad. Terrängen runt Pokřikov sluttar norrut. Runt Pokřikov är det ganska tätbefolkat, med 60 invånare per kvadratkilometer. Närmaste större samhälle är Hlinsko, 6,9 km sydväst om Pokřikov. Omgivningarna runt Pokřikov är en mosaik av jordbruksmark och naturlig växtlighet.